# Maxis
Maxis var et firma der udgav computerspil primært inden for genren simulationsspil. De er skaberne af en ny gren inden for genren, der kan kaldes at 'lege gud'. Dvs. at man skal skabe fx en velfungerende by (Sim City). Forudsætningerne for at indbyggerne opfatter byen som velfungerende er dog indprogrammeret fra spil-producentens side. Deres for tiden mest kendte spil er The Sims, der er udkommet i flere versioner, med diverse udvidelser. Navnet "Maxis" er "Six AM" (kl 6:00 om morgenen) stavet baglæns, da det er det tidspunkt de to stiftere mødte på arbejde.
Firmaet blev i 1997 opkøbt af EA (Electronic Arts). Firmaet blev oprettet ved et samarbejde mellem Will Wright og Jeff Braun 1986 i Walnut Creek i Californien. De første spil Will lavede med jJeff var Simcity, Simearth og Simant mens de andre Sim-spil blev lavet sammen med Fred Haslam. Firmaet blev børsnoteret 1995 med en omsætning på 38 millioner dollars og nåede op på hele 50 men overskuddet dalede igen, og i juni 1997 blev Maxis opkøbt af Electronic Arts.

## Fiasko
Efter den enorme succes SimCity, eksperimenterede Maxis med forskellige genrer. Men deres nye spil, herunder The Crystal Skull og SimCopter blev kommercielle fiaskoer. De har også fået Cinematronics til at skabe et spil kaldet Crucible. Store tab og manglende styring førte til at Maxis begyndte at overveje at sælge sig selv til EA.

## Historie
I 1984 skabte Will Wright sit første computerspil Raid on Bungeling Bay, et spil hvor en helikopter angriber nogle øer.
Han opdager at det er langt sjovere at bygge landskabet som helikopteren flyver rundt i end at spille selve spillet han netop havde udviklet, herved blev SimCity konceptet født.
Da han ikke er i stand til at finde en udgiver til sit spil udvikler han selv en version til Commodore 64.
| Maxis Sim games |
| --------------- |
|                 |

Omkring 1986 mødte Will Wright "idémanden" Jeff Braun, og året efter blev Maxis skabt. I 1989 udgav de SimCity til PC og Mac for første gang. Firmaet Broderbund stod for distribueringen.
Salget gik dårligt i starten, hvilket gjorde at Wright og Braun måtte klare al teknisk support fra Brauns lejlighed. SimCity bliver langsomt mere kendt via mund-til-mund. Tidsskriftet Newsweek skrev en fuldsides artikel om spillet.
Sid Meyer blev grebet af konceptet og skabte spillet Civilization. En hel genre af ikke-voldelige spil uden fast handling er født.
SimEarth bliver udgivet i 1990, baseret på James Lovelocks Gaia-teori.
I 1991 udgives SimAnt. I spillet skal man styre en hel koloni af myrer som skal udbygge sin koloni og overtage de andres kolonier og til invadere menneskets hus. To år senere udgievs SimFarm, hvor spillere skal overkomme ændrende markedspriser og naturkatastrofer og opbygge og lede en bondegård. I 1994 udkommer SimCity 2000, der på de første fire måneder sælger 300.000 eksemplarer. Det ligger #1 i seks måneder på spilhitlisterne.
I 1995 bliver Maxis børsnoteret og året efter fik firmaet til opgave at udgive fire spil inden udgangen af året. Med et begrænset budget udgav de SimCopter, SimTunes, SimPark og Full Tilt! (pinball). I 1997 blev Maxis opkøbt af Electronic Arts og to år senere kom SimCity 3000. Spillet som startede det hele har gået en gennemgribende renovering med forbedret grafik og flere features

### The Sims
I februar 2000 bliver The Sims udgivet. Spillet bliver en stor succes og solgte over 11,3 millioner eksemplarer. Allerede i august kom den første udvidelsespakke The Sims: Livin' It Up . Året efter udkom SimCoaster (også kendt som Theme Park) og SimGolf. der udkom yderligere to udvidelsespakker til The Sims nemlig  The Sims: House Party i marts og The Sims: Hot Date i november.
2002
I marts udkommer fjerde udvidelsespakke til spillet The Sims, On Holiday (amerikansk: Vacation).
I september udkommer femte udvidelsespakke til The Sims, Unleashed.
I december udkommer The Sims Online i Amerika. Det nye år begynder med over en halv million virtuelle nytårs-kys.
2003
The Sims udkommer til Playstation 2. Grafikken og spillestilen er blevet ændret i denne konsol-version.
I januar udkommer SimCity 4. Spillet som startede det hele er igen blevet renoveret, spillet er nu langt mere personligt og mere statistisk end før.
I maj udkommer den sjette udvidelsespakke til The Sims, Superstar.
I september udkommer udvidelsespakken Rush Hour til SimCity 4.
I oktober udkommer den syvende og sidste udvidelsespakke til The Sims, Makin'Magic.
I december udkommer The Sims Bustin'Out til konsollerne Playstation 2, Xbox, GameCube og Game Boy Advance.
2004
I september udkommer den næste generation af det mest sælgende PC spil nogensinde. The Sims 2 udkommer med forbedret grafik, flere features og mulighed for at følge ens simmere fra vugge til død.
I november udkommer The Urbz til konsollerne Playstation 2, Xbox, GameCube og Game Boy Advance.
2005
I marts udkommer første udvidelsespakke til The Sims 2, University, nu skal man følge sine simmere gennem universitetet og sørge for de ikke bliver upopulære eller dumper i timerne.
I september udkommer den anden udvidelse til The Sims 2, Nightlife, efter de har klaret sig gennem en del af livet og fået sig en uddannelse er det på tide at feste lidt i midtbyen sammen med vennerne, men pas på vampyrer
Samme år udkommer The Sims 2 til konsol.